# Arjun Jayaraj
Arjun Jayaraj (sinh ngày 5 tháng 3 năm 1996) là một cầu thủ bóng đá người Ấn Độ thi đấu ở vị trí tiền vệ cho Gokulam Kerala FC ở I-League.